# Weinmannia auriculata
Weinmannia auriculata är en tvåhjärtbladig växtart som beskrevs av David Don. Weinmannia auriculata ingår i släktet Weinmannia och familjen Cunoniaceae.

## Underarter
Arten delas in i följande underarter:
- W. a. bogotensis
- W. a. dryadifolia